# Kochanówka (Basses-Carpates)
Pour les articles homonymes, voir Kochanówka.
Kochanówka est une localité polonaise de la gmina et du powiat de Dębica en voïvodie des Basses-Carpates.